# Engelsbrunnen (Biel)

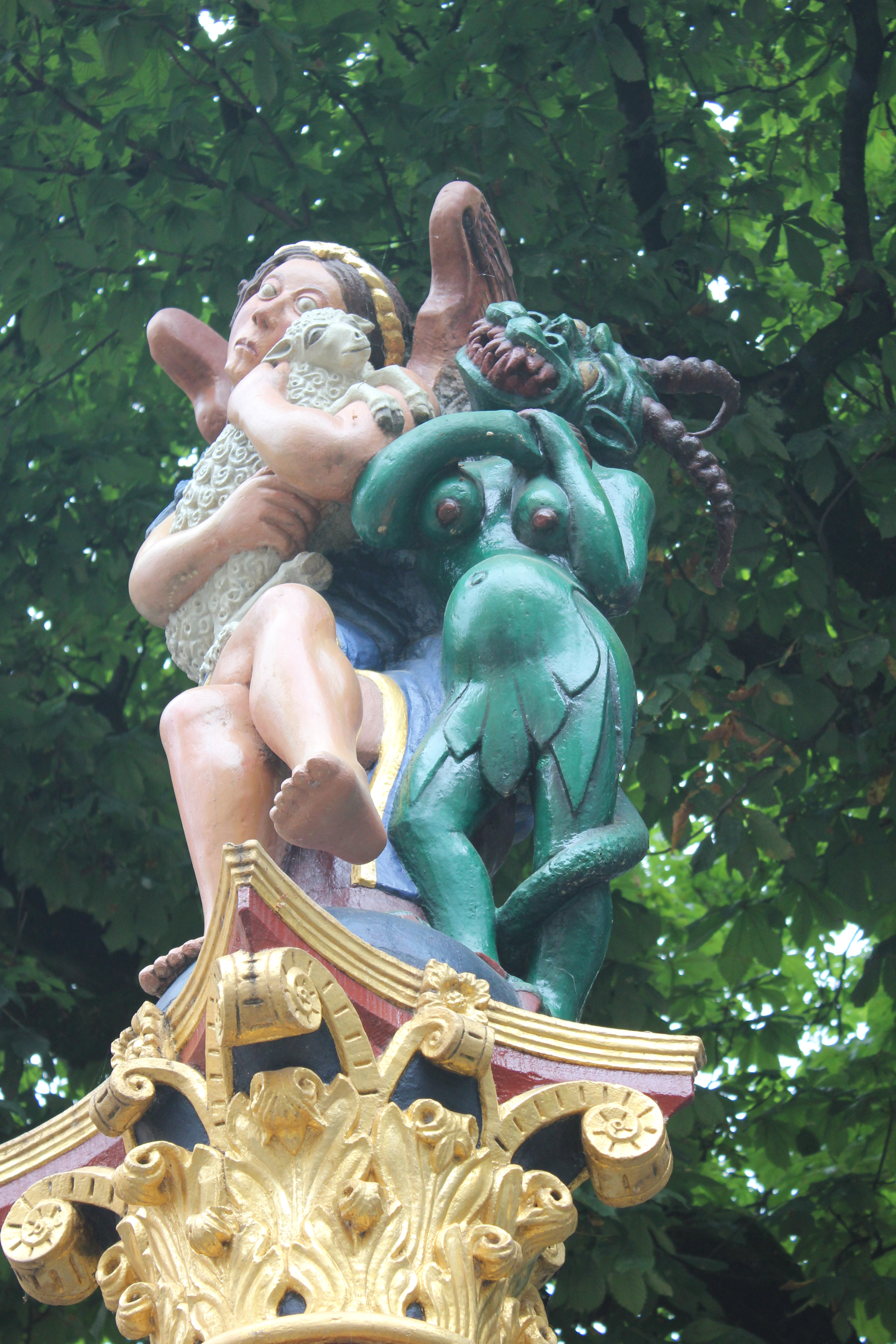
Detail Engelsbrunnen

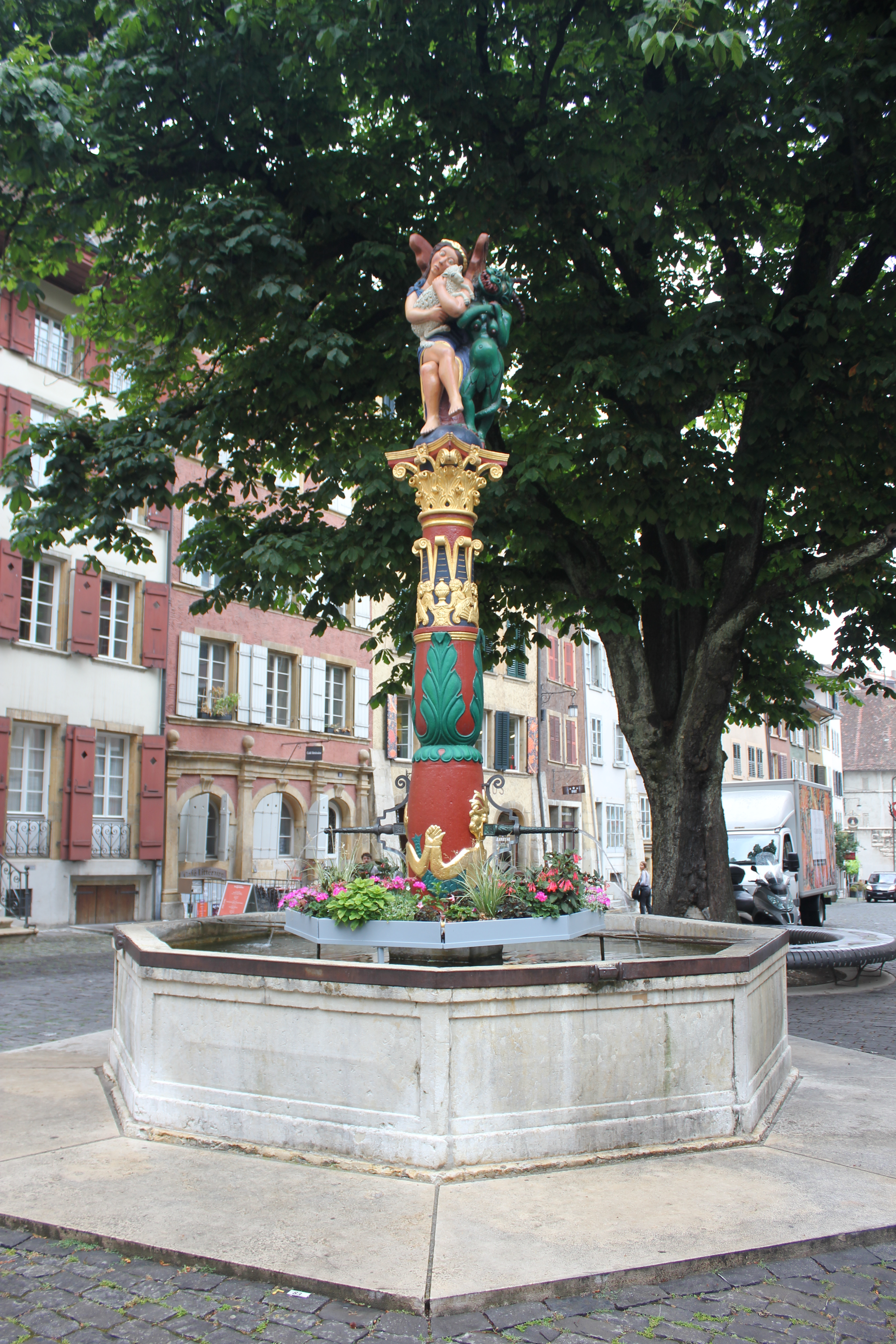
Biel, Engelsbrunnen

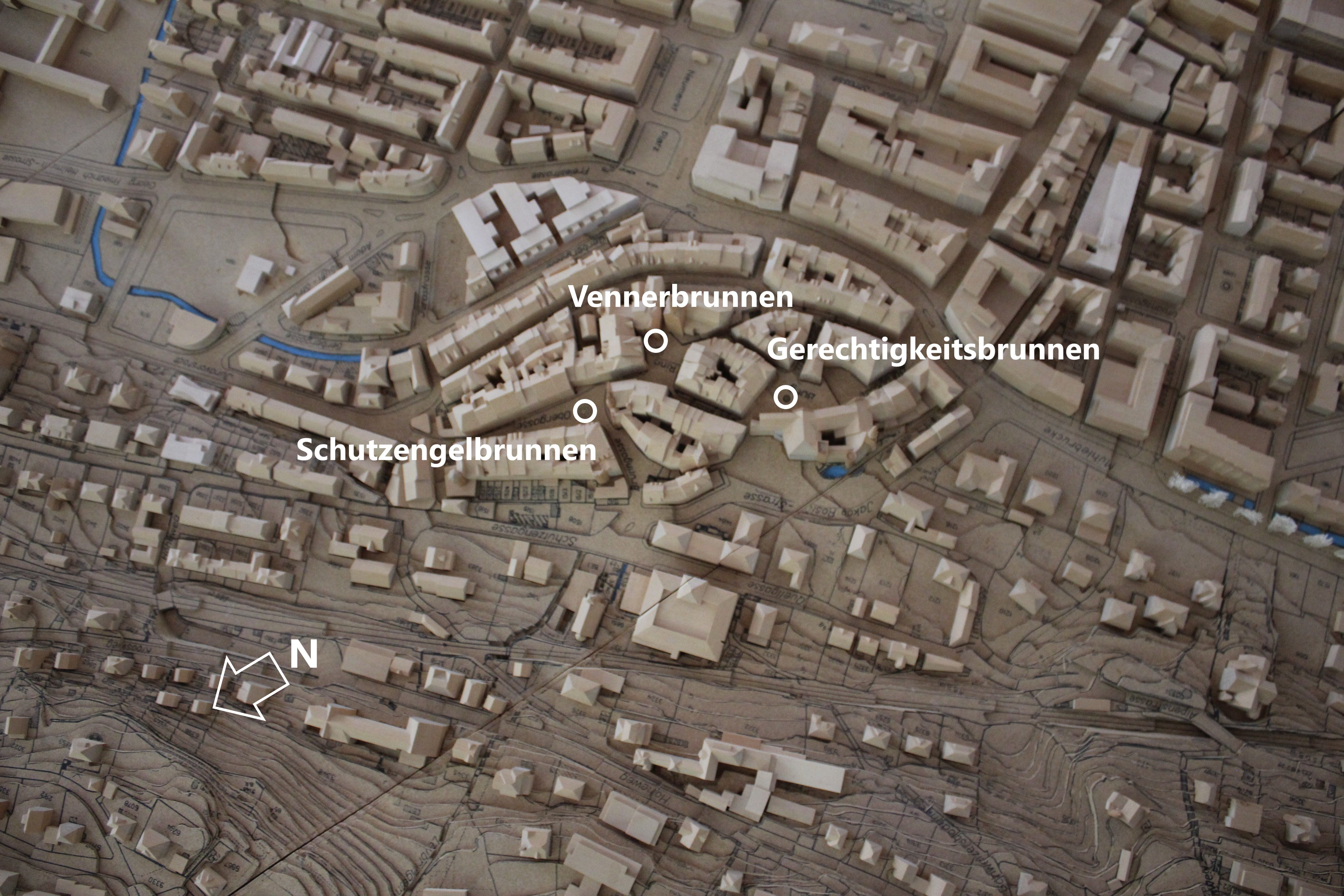
Altstadtmodell Biel mit Figurenbrunnen

Der Engelsbrunnen in Biel/Bienne ist einer von drei farbigen, historischen Figurenbrunnen in der Altstadt. Er steht als Kulturgut unter Denkmalschutz.

## Lage
Der Brunnen steht auf dem dreieckigen Platz beim Zusammentreffen der Brunngasse und der Obergasse gegenüber der Alten Krone unter einer mächtigen Kastanie. Vom Juraplatz kommend, steigt der Platz leicht an und weitet sich.

## Geschichte

### Brunnen
Aus Urkunden ist überliefert, dass es in der Obergasse einen Holzbrunnen, den «brunnen by der fleischschale», gab. Damals waren die städtischen Metzgereien (Metzg, Fleischschal, Fleischlaube) aus hygienischen Gründen auf Schlachtplätze an fliessenden Gewässern angewiesen. So konnten sie Schlachtabfälle und Blut entsorgen. Die ehemalige Fleischschal in Biel befand sich im Gebäude Obergasse 8.
Im Auftrag des Rates von Biel fertigte der Werkmeister und Steinmetz Michel Wumard in der Zeit von 1563 bis 1564 einen Brunnen aus Stein. 1564 wurde der Brunnen von Jakob Herold bemalt. Bei den Figurendarstellungen wurde ein Thema der Reformation bearbeitet: Engel und Teufel kämpfen um die als Lamm dargestellte Seele. Zur Zeit der Errichtung blickte die Brunnenfigur stadtauswärts. Als Steinhauermeister Joseph Menth 1827 das Becken und den unteren Teil des Stocks komplett erneuerte, wurde die Position des Brunnens auf dem Platz leicht verändert. Sie bekam einen grösseren Abstand zur «Alten Krone». Über den Zeitpunkt, wann die Figurengruppe um 180° gedreht wurde, gibt es widersprüchliche Quellen. Das Bauinventar der Denkmalpflege bringt die Drehung mit der Verschiebung 1827 in Zusammenhang. Unter Bezug auf die Quelle «Altstadtleist Biel» findet man online die Aussage, die Drehung sei wahrscheinlich unter Malermeister Heinz Balmer bei Instandsetzungen 1929 erfolgt. Auf einer Fotopostkarte aus der Zeit um das Jahr 1900 ist die Brunnenfigur in der ursprünglichen Ausrichtung abgebildet. Inzwischen blicken die Figuren stadteinwärts auf das Gebäude der «Alten Krone».
Immer wieder gab es Instandsetzungen: 1868, 1881 einschliesslich Versetzung des Brunnens in die Achse des langgestreckten Platzes, 1899, 1929 (Heinz Balmer, s. o.), 1935 bei der Altstadtsanierung (Heinz Balmer), 1958 vor dem Eidgenössischen Schützenfest (Hans Hotz), 1999 sowie 2021 (beide Restaurator Hans-Jörg Gerber). Bei der Restaurierung 1999 wurden Befunde zur mittelalterlichen Farbfassung entdeckt und die Figuren in der damaligen Colorierung wiederhergestellt. Seither ist der Teufel nicht mehr braunrot, sondern grün.

### Wasserversorgung
Mit der «Brunnquelle», später «Römerquelle» genannt, verfügte die Stadt Biel das Jahr hindurch über reichlich sauberes Trinkwasser. Es speiste ehemals die Wehrgräben und wurde zu den städtischen Brunnen geführt. Heute liegt das Brunnenhaus zwischen dem Technikum und der Christkatholischen Kirche. Das Wasser fliesst ein Stück offen und bald verrohrt durch die Brunngasse in die Obergasse. Historisch wurde der «Schutzengelbrunnen» aus der «Brunnquelle» gespeist, heute hängt er an der städtischen Wasserversorgung.

## Gestaltung
Das achteckige Becken besteht aus Steinplatten, die durch ein oberes Eisenzugband zusammengehalten werden. Der Brunnenstock aus der Zeit der Renaissance besteht aus zwei Steinen und kommt möglicherweise ohne innere Röhren aus. Auf dem bemerkenswerten Kapitell befindet sich eine Figurengruppe, die aus einem Stück gefertigt wurde. Neben dem Teufel sitzt ein Engel, der ein Lamm schützend umarmt. Der Stock und die Figuren sind in den Komplementärfarben Rot/Grün und in Blau/Gold gefasst.
Erinnerungsstücke aus dem 19. Jahrhundert befinden sich in einer Metallkapsel in der Mitte des Beckens.
Im Bauinventar wird der Brunnen unter dem Namen «Schutzengelbrunnen» geführt. Er wurde als historisch und künstlerisch bedeutend eingestuft. Er «prägt die idyllische platzartige Erweiterung der Obergasse» vor der «Alten Krone». Er wurde durch Regierungsratsbeschluss «RRB 3428» vom 27. Juli 1909 geschützt und 2003 rechtswirksam im Bauinventar des Kantons als «schützenswert» verzeichnet.